# Contea di Rong'an
La contea di Rong'an (融安县S, Róng'ān XiànP) è una contea della Cina, situata nella regione autonoma di Guangxi e amministrata dalla prefettura di Liuzhou.